# Château de la Barbottière
 (juillet 2025).
Motif : pas de sources récentes
- Archive Wikiwix
- Bing
- Cairn
- DuckDuckGo
- E. Universalis
- Gallica
- Google
- G. Books
- G. News
- G. Scholar
- Persée
- Qwant
- (zh) Baidu
- (ru) Yandex
- (wd) trouver des œuvres sur Wikidata

| 1. | Préciser le motif de la pose du bandeau. | Précisez le motif de la pose du bandeau en utilisant la syntaxe suivante : {{admissibilité à vérifier\|date=juillet 2025\|motif=remplacez ce texte par le motif}}                              |
| 2. | Informer les utilisateurs concernés.     | Pensez à avertir le créateur de l'article, par exemple, en insérant le code ci-dessous sur sa page de discussion : {{subst:avertissement admissibilité à vérifier\|Château de la Barbottière}} |

Le château de la Barbottière est un manoir situé dans la commune d'Ahuillé, sur la route de Laval à Cossé-le-Vivien.

## Désignation
- La Barbottière, château (carte de Jaillot).
- La Barbottière, ferme (carte de Cassini).

## Origine
Le château de la Barbottière doit son nom à une riche famille Barbot que l'on trouve souvent citée au cartulaire de la Roë. Le fief, le domaine et le manoir qui relevaient de Laval ont appartenu au rude capitaine ligueur : Pierre Le Cornu (1577). 

## Chapelle
Fondée en 1416, la chapelle était dédiée à saint Yves ; on l'appelait également la chapelle du Pressoir à cause de la terre qui lui servait de temporel en Saint-Jean-sur-Mayenne, et l'une des trois messes était pour Hamon de Galles, Guillemette, sa femme, et Thomas de Galles. Elle n'était pas « en état pour qu'on pût y célébrer les sains mystères » en 1676, et le service se faisait à la Trinité de Laval, mais M. Salmon la fit restaurer en 1740. 

### Chapelains
- André Le Cornu, 1502.
- Pierre de Lancrau, fils de Mathieu de Lancrau, 1534.
- Michel de Villon, 1538.
- Louis-Pierre Le Cornu, 1681.
- Érasme Le Cornu, 1719.
- Jacques-Samuel Hardouin de la Girouardière, 1721.

## Seigneurs

### Famille Le Cornu

Le Cornu : d'or au rencontre de cerf de gueules, surmonté d'une aigle éployée de sable.

- Renaud Le Diable, qui lègue une rente de 10 livres à l'hôpital de Château-Gontier, 1303.
- Jean Le Cornu et Jean Hatry, qui paient en commun les droits de franc-fief en 1370.
- Jean Le Cornu, 1407.
- Jean Le Cornu, 1464.
- André Le Cornu, 1532.
- Jean Le Cornu, 1559.
- Pierre Le Cornu, capitaine de Craon, 1577, 1590 ; Jean de Champagné ayant épousé sa veuve, Anne de Champagné, est quelquefois qualifié seigneur de la Barbottière
- Urbain Le Cornu, mari de Marguerite de Rougé, 1631.
- Henri Le Cornu, premier capitaine au régiment de Créquy, 1657, 1670.

### Famille des Haies de Cry
- Philippe-Éléonor des Haies de Cry, mari de Françoise Le Cornu, Louis-Pierre Le Cornu, seigneur de la Réaulté (Brissarthe), Érasme Le Cornu, seigneur de Bon-Repos, vendent pour 9 000 livres, en 1698, à Jacques Diguet, sur lequel il y eut retrait féodal par le duc de la Trémoïlle qui céda son acquisition, moins le fief et les droits d'usage, à Jean Salmon, notaire.

### Famille Salmon, Frin
- Jeanne Salmon, femme de Thomas Frin du Guiboutier, en hérita vers 1762.
- Jérôme Frin de Coméré, légataire de Charlotte Salmon, veuve de Charles Frin du Guiboutier, 1807.

Le propriétaire à la fin du XIXe siècle était M. Courte de la Goupillière.

## Sources
- « Château de la Barbottière », dans Alphonse-Victor Angot et Ferdinand Gaugain, Dictionnaire historique, topographique et biographique de la Mayenne, Laval, A. Goupil, 1900-1910 [détail des éditions] (BNF 34106789, présentation en ligne), t.I et IV
- Archives nationales, P 1 343, f. 42.
- Archives de la Mayenne, E 26, f. 117, 123.
- Lib. fundat, I, f. 1.
- Archives de la Patrière.
- Charles Pointeau, Certificats, p. 14.